# Phasmahyla cochranae
Phasmahyla cochranae es una especie de anfibios de la familia Phyllomedusidae. Es endémica de Brasil.
Sus hábitats naturales incluyen bosques tropicales o subtropicales secos y a baja altitud, montanos secos y ríos. Está amenazada de extinción por la destrucción de su hábitat natural.
Fue nombrada en honor de Doris Mable Cochran, herpetóloga estadounidense .